# 伊勢参宮神乃賑

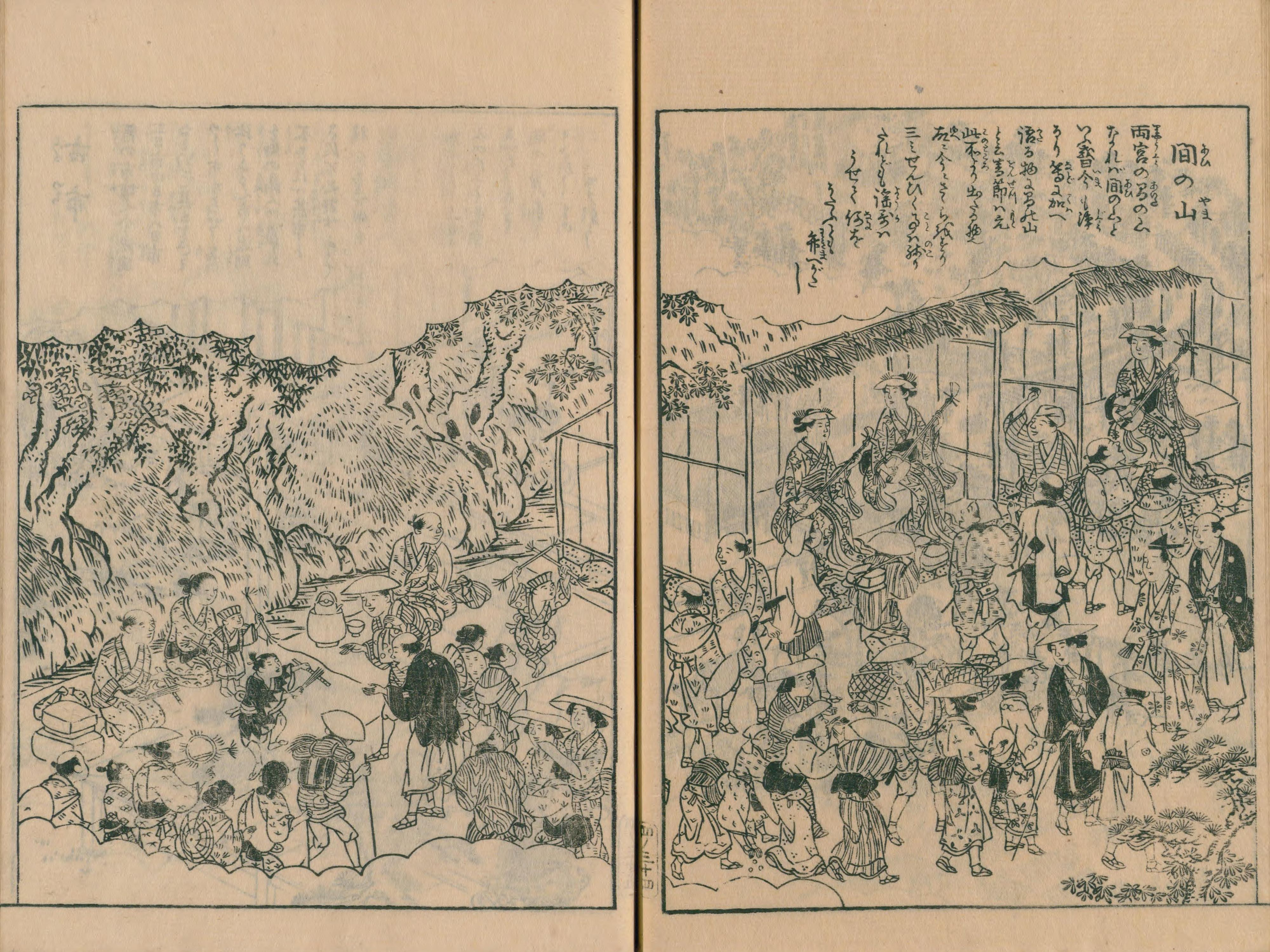
女芸人お杉・お玉のくだりに登場する間の山（伊勢参宮名所図会より)　寛政9年（1797）

『伊勢参宮神乃賑』（いせさんぐうかみのにぎわい）、通称『東の旅』（ひがしのたび）は、喜六と清八による伊勢参りの道中を描いた一連の上方落語である。『伊勢参宮神之賑』の表記もある。この『伊勢参宮神乃賑』（東の旅）や『兵庫船』（西の旅）などの旅ネタと呼ばれる一連の道中噺は、元々基礎訓練のための前座噺で、前座が張扇と小拍子を用いて賑やかにしゃべる。3代目桂米朝一門では入門するとまずこの『東の旅』より『発端』を習い覚える。これにとどまらず、上方落語では『発端』を初高座の演目とする落語家が多いとされる。

## 内容
大坂から奈良を通って伊勢へ（『発端』-『奈良名所』-『野辺』-『煮売屋』-『七度狐』-『うんつく酒』-『常太夫義太夫』-『鯉津栄之助』-『三人旅浮之尼買』）、伊勢神宮にお参りをし（『間の山お杉お玉』『宮巡り』）、近江・京都を廻って大坂に戻ってくるまでの道中（『軽石屁』-『これこれ博打』-『高宮川天狗酒盛』-『矢橋船』-『宿屋町』-『こぶ弁慶』-『走り餅』-『京名所』-『三十石夢乃通路』）が、多くの演目によって構成されている。『野辺』から『法会』-『もぎどり』-『軽業』-『軽業講釈』と続ける道程もある。
ほとんどの演目は喜六と清八の二人が主人公であるが、『軽業講釈』『こぶ弁慶』『地獄八景亡者戯』（登場する軽業師が『軽業』と同一人物とすれば）などは主人公が異なり、『東の旅』に接続された「外伝」とも位置づけられる噺である。
| タイトル       | 簡単なあらすじ |
| -------------- | --- |
| （前口上）     | 「ようよう上がりました私が初席一番叟で御座います」〜小拍子と張扇を用いての口上。                                               |
| 発端           | 喜六と清八が伊勢参りに出かける。大坂から出立し、東へ、玉造〜深江〜暗峠。                                                       |
| 奈良名所       | 旅は奈良に入る。 |
| 大仏の目       | 大仏の中に落ちてしまった眼を直そうと子供が大仏の中に入って…。『奈良名所』でサゲる時に使われる小噺。                            |
| 野辺           | 野辺へ出てくると、伊勢参りからの帰りとみられる陽気な一行とすれ違う。清八が後付けを始め…。                                      |
| 煮売屋         | 喜六と清八が、変な煮売屋で休息する。                                                                                           |
| 七度狐         | ひょんな事から狐の恨みをかい、何度も何度も化かされてしまう。                                                                   |
| うんつく酒     | 造り酒屋で暴言を吐いた後、酒屋の姦計に引っかかって捕らえられてしまうが…。清八の弁舌が見物。                                    |
| 常太夫義太夫   | 義太夫語りと三味線弾きだと偽り、土地の庄屋に歓待してもらうことに。                                                             |
| 法会           | 村の鎮守様の法会に遭遇。露天商の描写から、がまの油売りの口上に入る。現在は『がまの油』として独立して演じられることがほとんど。 |
| もぎどり       | 続いてうさんくさい見せ物小屋のインチキ興行でひどい目にあう。現在はしばしば『軽業』の前半部分として演じられる。                 |
| 軽業           | 軽業の舞台を見学する。指二本と扇子で軽業の模写をする芸が見どころ。                                                             |
| 軽業講釈       | 軽業の隣は講釈場。講釈師が一席語り始めるが、隣の騒音で聞こえなくなってしまい、軽業師と喧嘩になる。                             |
| 鯉津栄之助     | 大和三本松の鹿高の関で、領主の倅の名に通じる「こいつぁええ」と言う言葉を禁じられる。ところが喜六はその禁句を言ってしまい…。    |
| 三人旅浮之尼買 | 源兵衛を加え、三人で伊勢明星の宿に宿泊。女郎を買う事になるが喜六ひとりが尼さんに当たってしまい…。『三人旅』とも。              |
| 間の山お杉お玉 | 伊勢間の山にいた女芸人に、他所では価値のなかった仙台銭を投げつける。                                                           |
| 宮巡り         | 伊勢神宮の名所巡り。4代目桂文我によって蘇演された。                                                                            |
| 軽石屁         | 鈴鹿峠で清八に家来扱いされた挙句、籠賃を騙し取られた喜六が、珍妙な方法で意趣返しをする。                                       |
| これこれ博打   | 賭場で身ぐるみ剥がれた後、神様のふりや、盗人に会ったふりなどしながら、飲み食いをせしめる。                                     |
| 高宮川天狗酒盛 | 多賀大社に向かう道中、宿を夜逃げし、盗人の一味に出会った二人は…。                                                              |
| 矢橋船         | 近江矢橋と大津を結ぶ船の中で、平家の秘宝である名刀「小烏丸」を探す侍二人と遭遇。                                               |
| 宿屋町         | 大津に宿泊。客引き女と二人のやり取りが見どころ。                                                                               |
| こぶ弁慶       | 宿屋の壁土を食べた男が、壁の中に塗りこめられていた大津絵の武蔵坊弁慶に憑依される。初代笑福亭吾竹作と伝える。                   |
| 走り餅         | 逢坂の関で乞食に絡まれた侍を助けた二人は、名物走り餅をおごってもらうが、侍は突然しゃっくりが止まらなくなり…。                  |
| 京名所         | 『三十石夢乃通路』の発端として演じられる。                                                                                     |
| 三十石夢乃通路 | 京と大坂を結ぶ三十石舟の船上を描く。                                                                                           |

## エピソード
6代桂文枝は、入門間もない1967年に、作中の旅を体感するため実際に大阪から5日かけて徒歩で伊勢参宮を実行した。2011年には弟子の桂三輝も実行している。